# Вітковиці (Конінський повіт)
Вітковиці (пол. Witkowice) — село в Польщі, у гміні Вежбінек Конінського повіту Великопольського воєводства.
Населення — 82 особи (2021).
У 1975-1998 роках село належало до Конінського воєводства.

## Демографія
Демографічна структура станом на 2021 рік:
|          | Загалом | Допрацездатний вік | Працездатний вік | Постпрацездатний вік |
| -------- | ------- | ------------------ | ---------------- | -------------------- |
| Чоловіки | 47      | 10                 | 29               | 8                    |
| Жінки    | 35      | 3                  | 22               | 10                   |
| Разом    | 82      | 13                 | 51               | 18                   |